# Davis Cleveland
Davis Cleveland (n. 5 februarie 2002 în Houston, Texas) este un actor american.

#### Filmografie
- Criminal Minds (2008) - Ricky
- How I Met Your Mother (2008) - Andy
- Neveste disperate (2009) - Jeffrey
- Mesaje de dincolo (2009) - Tyler Harmon
- Pair of Kings (2010) - Chauncey
- Hannah Montana Forever (2010) - Băiețelul funtopia
- Zeke & Luther (2010) - Roy Waffles
- Totul pentru dans (2010) - prezent Flynn Jones
- Baftă Charlie (2011) - Walker